# Microcreagris luzonica
Espèce
Microcreagris luzonica est une espèce de pseudoscorpions de la famille des Neobisiidae.

## Distribution
Cette espèce est endémique de Luçon aux Philippines.

## Étymologie
Son nom d'espèce lui a été donné en référence au lieu de sa découverte, Luçon.

## Publication originale
- Beier, 1931 : Neue Pseudoscorpione der U. O. Neobisiinea. Mitteilung aus dem Zoologischen Museum in Berlin, vol. 17, p. 299-318.